# 풍원정밀
풍원정밀(Poongwon Precision Co., Ltd.)는 대한민국의 디스플레이 부품 기업이다. 본사는 경기도 안산시 단원구 원시동 740-3에 위치해 있으며 대표이사는 유명훈이다.

## 사업
금속박판 가공기술을 이용한 유기발광다이오드(OLED) 증착용 금속 마스크의 연구 개발 및 판매를 영위하고 있다.

## 상장
2022년 2월 28일 주관사를 대신증권으로 공모가 1만 5200원에 코스닥 시장에 상장하였다.

## 논란
상장으로 조달한 금액을 투자하지 않고 예적금 등 단기금융상품에 넣어두어 논란이 있고 있다

## 같이 보기
- 풍원화학
- 덕산네오룩스
- 이녹스첨단소재
- 핌스
- 덕산테코피아

## 참고문헌
1. ↑  박지환, 풍원정밀 대주주 일가, 기업공개로 280배 대박, 아시아경제, 2023년 7월 25일
2. ↑  풍원정밀, '8세대 OLED용 FMM' 양산 채비, 동부뉴스, 2023년 3월 9일
3. ↑  "초심 잃지 않고 고객·투자자에 칭찬 받는 회사 될 것", 서울와이어, 2022.02.28
4. ↑  DNP, 히타치메탈에 "재압연하는 FMM 회사에는 인바 판매 중단해달라", 한국산업포스트, 2022년 12월 8일
5. ↑  풍원정밀, 코스닥 상장 첫날 강세…공모가比 50% 넘게 올라, 한국경제, 2022년 2월 28일
6. ↑  박준형, 이런 게 기술특례? 퓨런티어, IPO자금 2년간 100% 저축, 뉴스토마토, 2023년 12월 29일